# Frank Armi
Frank Armi (12 d'octubre de 1918, Portland, Oregon - 28 de novembre de 1992, Hanford, Califòrnia) fou un pilot de curses automobilístiques estatunidenc. Armi va córrer a la Champ Car a la temporada 1954 incloent-hi la cursa de les 500 milles d'Indianapolis d'aquest any. Frank Armi va morir el 

## Resultats a la Indy 500
| Any    | Cotxe  | Sortida | Vel. mitja | Ranking | Final  | Voltes | V. líder | Retirat    |
| ------ | ------ | ------- | ---------- | ------- | ------ | ------ | -------- | ---------- |
| 1954   | 71     | 33      | 137.673    | 33      | 19     | 193    | 0        | A 7 voltes |
| Totals | Totals | Totals  | Totals     | Totals  | Totals | 193    | 0        |            |

| Curses       | 1 |
| Poles        | 0 |
| Voltes líder | 0 |
| Victòries    | 0 |
| Top 5        | 0 |
| Top 10       | 0 |
| Retirades    | 0 |

## A la F1
El Gran Premi d'Indianapolis 500 va formar part del calendari del campionat del món de la Fórmula 1 entre les temporades 1950 a la 1960.
Els pilots que competien a la Indy durant aquests anys també eren comptabilitats pel campionat de la F1.
Frank Armi va participar en 1 cursa de F1, debutant al Gran Premi d'Indianapolis 500 del 1954.

### Palmarès a la F1
- Participacions: 1
- Poles: 0
- Voltes Ràpides: 0
- Victòries: 0
- Pòdiums: 0
- Punts vàlids per la F1: 0